# Lorenzo Fioramonti
Lorenzo Fioramonti (Roma, 29 aprile 1977) è un economista e politico italiano, dal 5 settembre al 30 dicembre 2019 ministro dell'istruzione, dell'università e della ricerca nel governo Conte II.

## Biografia
Dopo aver frequentato il liceo scientifico "Edoardo Amaldi" di Roma, situato nel quartiere di Tor Bella Monaca, si è laureato in Filosofia presso l'Università degli Studi di Roma "Tor Vergata" con una tesi in Storia del pensiero politico ed economico moderno incentrata sul ruolo dei diritti di proprietà ed individuali in America e in Europa. Ha conseguito anche un dottorato di ricerca in Politica comparata ed europea presso l’Università degli Studi di Siena.

## Attività accademica

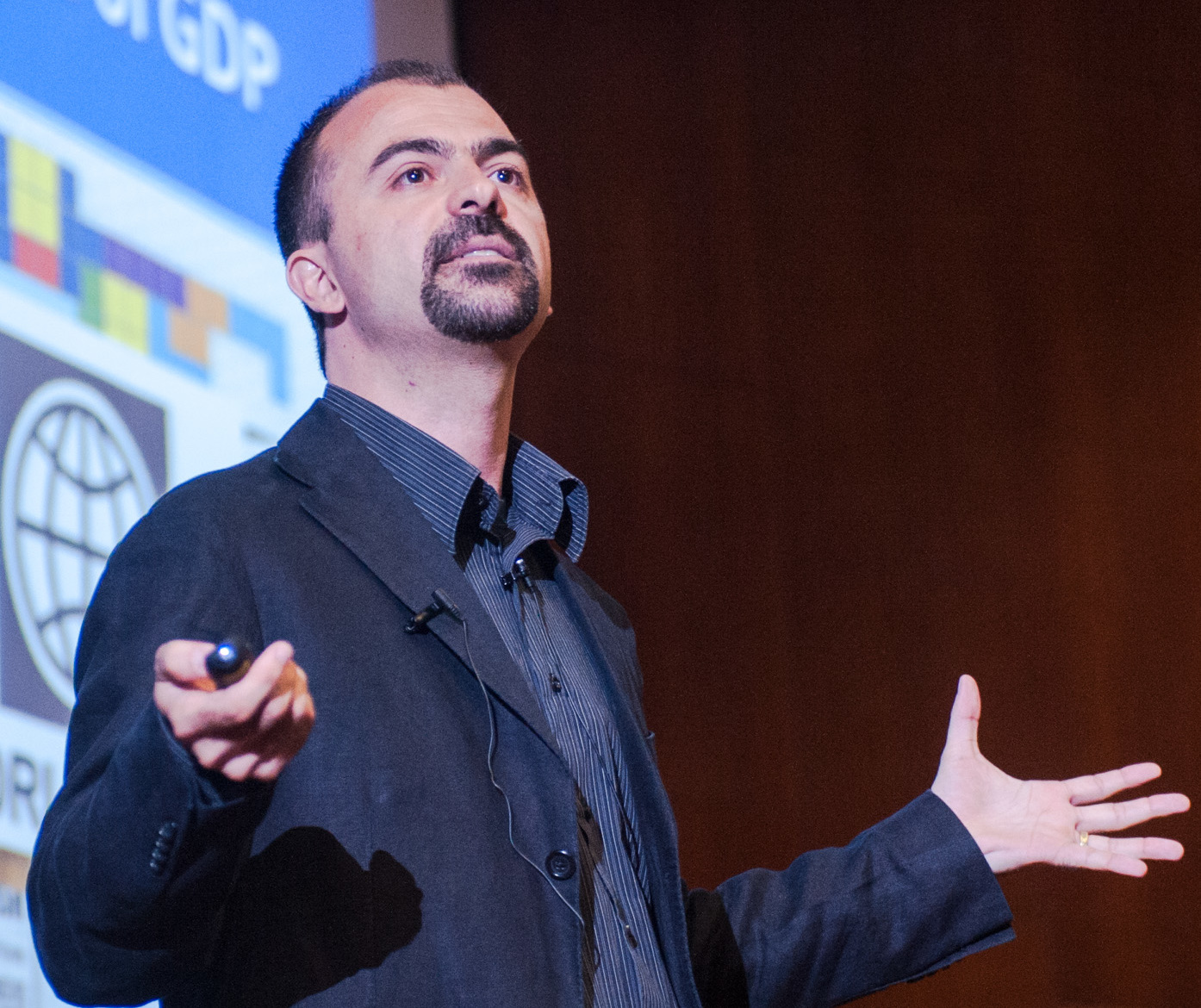
Lorenzo Fioramonti mentre tiene un discorso nel 2013

Diviene a 35 anni docente di economia politica presso l'Università di Pretoria in Sudafrica, ed è direttore del Centro per lo studio dell'innovazione Governance (GovInn) dello stesso ateneo. È inoltre membro del Center for Social Investment dell'Università di Heidelberg, della Hertie School of Governance e dell'Università delle Nazioni Unite.
Si occupa di economia e integrazione economica europea. Per il Financial Times, Fioramonti sostiene che il PIL è "non solo uno specchio distorto in cui vedere le nostre economie sempre più complesse, ma anche un impedimento a costruire società migliori".
I suoi articoli sono inoltre apparsi su The New York Times, The Guardian, Harvard Business Review, Die Presse, Das Parlament, Der Freitag, Mail & Guardian, Foreign Policy e opendemocracy.net. Ha una rubrica mensile nel Business Day, il principale quotidiano finanziario del Sudafrica. È stato co-direttore della rivista scientifica The Journal of Common Market Studies.
Fioramonti è inoltre coautore e co-editore di diversi libri. Oltre ai best seller Gross Domestic Problem: la politica dietro il numero più potente del mondo (2013) e Il modo in cui i numeri governano il mondo: l'uso e l'abuso delle statistiche nella politica globale (2014), nel 2017 ha pubblicato i volumi Economia del benessere: successo in un mondo senza crescita, Presi per il PIL. Tutta la verità sul numero più potente del mondo e Il mondo dopo il PIL: economia, politica e relazioni internazionali nell'era post-crescita.

## Attività politica
Fra il 1997 e il 2000 ha avuto un'esperienza come assistente parlamentare, collaborando a titolo gratuito con Antonio Di Pietro (IdV) a sviluppare politiche per i giovani nelle periferie.
Nel gennaio 2018 viene resa nota la sua candidatura col Movimento 5 Stelle alle imminenti elezioni politiche, risultando eletto alla Camera dei Deputati nel collegio uninominale di Roma-Torre Angela con il 36,65% dei voti.

### Sottosegretario e vice ministro
Il 13 giugno dello stesso anno l'onorevole Fioramonti è stato nominato sottosegretario al Ministero dell’istruzione, dell'università e della ricerca nel Governo Conte I. A settembre 2018 ha annunciato di aver nominato a luglio 2018 il personaggio televisivo Dino Giarrusso suo segretario particolare, affidandogli l'incarico di coordinare la comunicazione del suo ufficio e curare le relazioni istituzionali. L'onorevole ha inoltre aggiunto di aver chiesto a Giarrusso di aiutarlo anche ad evadere le segnalazioni inviate al Ministero su presunte irregolarità verificatesi all'interno dei concorsi universitari.
Il 13 settembre 2018 il Consiglio dei ministri, su proposta del ministro Marco Bussetti, lo ha nominato viceministro all'istruzione, università e ricerca, entrando in carica il 1º ottobre.

### Ministro dell'istruzione, dell'università e della ricerca
Proposto il 4 settembre 2019 come ministro dell'istruzione, dell'università e della ricerca nel Governo Conte II, viene nominato ufficialmente il 5 settembre 2019. All'inizio del suo mandato ha istituito un comitato scientifico di consulenza, composto tra gli altri dall'indiana Vandana Shiva.
Nel mese di ottobre 2019 intervenendo ai microfoni della trasmissione radiofonica Un giorno da pecora ha affermato di "credere in una scuola laica" e di essere favorevole alla rimozione del crocifisso nelle scuole, per sostituirlo piuttosto con una mappa del mondo. In seguito, verrà criticato dalla Conferenza Episcopale Italiana (CEI).
Il 5 novembre 2019 Fioramonti ha annunciato per l'anno successivo l'introduzione in Italia, primo Paese al mondo, dello studio del cambiamento climatico e dello sviluppo sostenibile come materia scolastica.
Il 18 novembre 2019, in un'intervista a Il Messaggero, ha dichiarato di essere pronto a rassegnare le proprie dimissioni qualora nella Legge di bilancio 2020 non fossero stati trovati fondi per 3 miliardi di euro da destinare all'istruzione; il 25 dicembre dello stesso anno Fioramonti invia al Presidente del Consiglio Giuseppe Conte una lettera in cui annuncia le proprie dimissioni e dichiara che, a proprio avviso, sarebbe opportuno rivedere l'IVA al fine di incassare i fondi che chiedeva per il proprio ministero. Cessa dalla carica il 30 dicembre.

### L'adesione a Green Italia
Il 30 dicembre 2019 comunica la sua uscita dal Movimento 5 Stelle e la propria adesione al Gruppo misto alla Camera.
Il 7 gennaio 2020 annuncia la fondazione di un nuovo partito politico chiamato Eco,per poi dichiarare successivamente che il partito era solo un'ipotesi, la cui concretizzazione non era certa. Il 10 giugno 2020 ha dichiarato la sua adesione a Green Italia, già rappresentata in Parlamento dall'onorevole Rossella Muroni.
Nel marzo 2021 annuncia la sua adesione ad una nuova componente ecologista nel gruppo misto denominata Facciamo ECO-Federazione dei Verdi, facente riferimento a Europa Verde, insieme ai deputati Rossella Muroni e Alessandro Fusacchia.

## Controversie
Il 3 ottobre 2019, dopo che il quotidiano il Giornale ha pubblicato alcune dichiarazioni fatte nel passato su Twitter da Fioramonti, ritenute inappropriate per la carica da ministro, diversi partiti (tra cui Lega, FI e FdI) chiedono le sue dimissioni dal dicastero. Il ministro ha quindi dichiarato sui social che tali opinioni erano state scritte di getto e si è scusato.
Nello stesso periodo suscita polemica il fatto che, secondo quanto riportato dalle chat di alcuni genitori, il ministro avrebbe scelto di iscrivere il figlio alla scuola inglese e di non fargli fare l'esame di italiano; a seguito di tale notizia Fioramonti scrive un post sui social in cui si definisce turbato come padre e cittadino e annuncia di voler presentare un esposto al Garante della privacy.

## Vita privata
È sposato con Janine Schall-Emdem, cittadina tedesca, e ha due figli.

## Pubblicazioni
- Diritti umani 50 anni dopo. Aracne, 1999.
- Fuori. Fermento, 2010.
- Poteri emergenti nell'economia politica e internazionale. Il caso di India, Brasile e Sudafrica . ETS, 2011.
- Presi per il PIL. Tutta la verità sul numero più potente del mondo. L’Asino d’oro edizioni, 2017.
- Il mondo dopo il Pil. Economia e politica nell'era della post-crescita. Edizioni Ambiente, 2019.
- Un'economia per stare bene. Dalla pandemia del Coronavirus alla salute delle persone e dell'ambiente. Chiarelettere, 2020.